# Margherita (ort i Indien)
Margherita är en ort i Indien.   Den ligger i delstaten Arunachal Pradesh, i den östra delen av landet, 1 800 km öster om huvudstaden New Delhi. Margherita ligger 153 meter över havet och antalet invånare är 24 428.
Terrängen runt Margherita är platt åt nordväst, men åt sydost är den kuperad. Runt Margherita är det ganska glesbefolkat, med 34 invånare per kvadratkilometer. Margherita är det största samhället i trakten. I omgivningarna runt Margherita växer huvudsakligen savannskog.